# Новоясенська
Новоясенська — станиця в Старомінському районі Краснодарського краю. Центр Новоясенського сільського поселення
Населення близько 600 осіб.

## Географія
Станиця лежить у верхів'ях річки Ясені, у степовій зоні, за 30 км на південний схід від районного центру — станиці Старомінська.

## Адміністративний поділ
До складу Новоясенського сільського поселення крім станиці належить хутір Ясені.